# Heer
Njemačka kopnena vojska (njemački: Deutsches Heer) ili samo Heer je naziv za kopnenu komponentu Oružanih snaga Njemačke (Bundeswehr). Tradicionalno njemačke vojne postrojbe su nakon Prvog svjetskog rata podijeljene u kopnenu vojsku, mornaricu i zračne snage. Heer je nastala 1955., kao vojska Savezne Republike Njemačke u sklopu nove formirane vojske, Bundeswehra. Nakon ujedinjenja njemačke 1990. godine, vojska Demokratska Republika Njemačke, zvana NVA (Nationale Volksarmee), je ukomponirana u redove Bundeswehra.